# 三宅坂ジャンクション

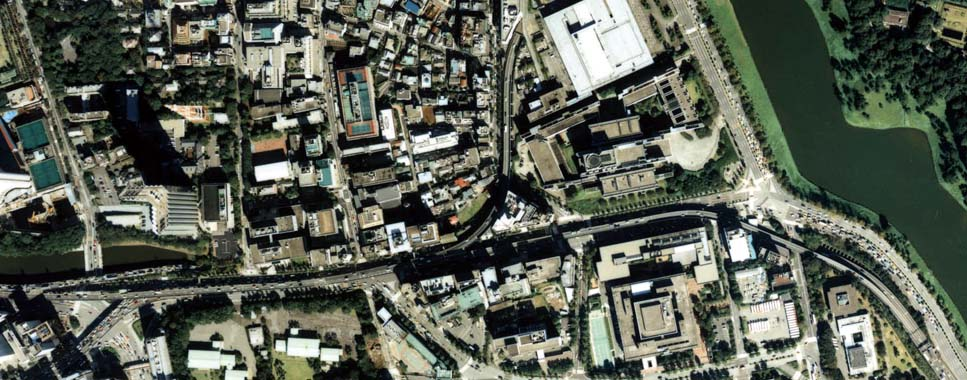
三宅坂JCT。

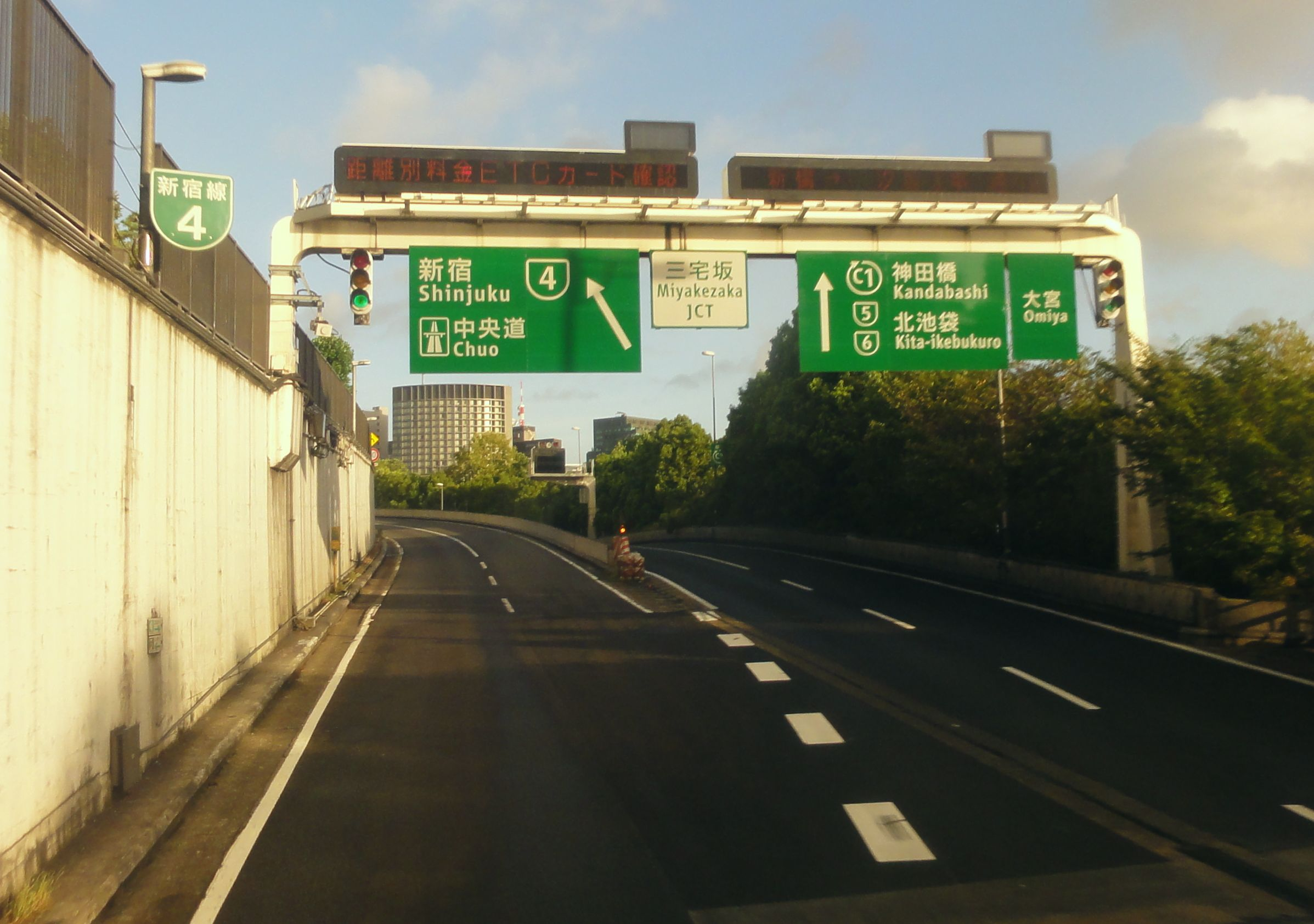
都心環状線外回りからの分岐

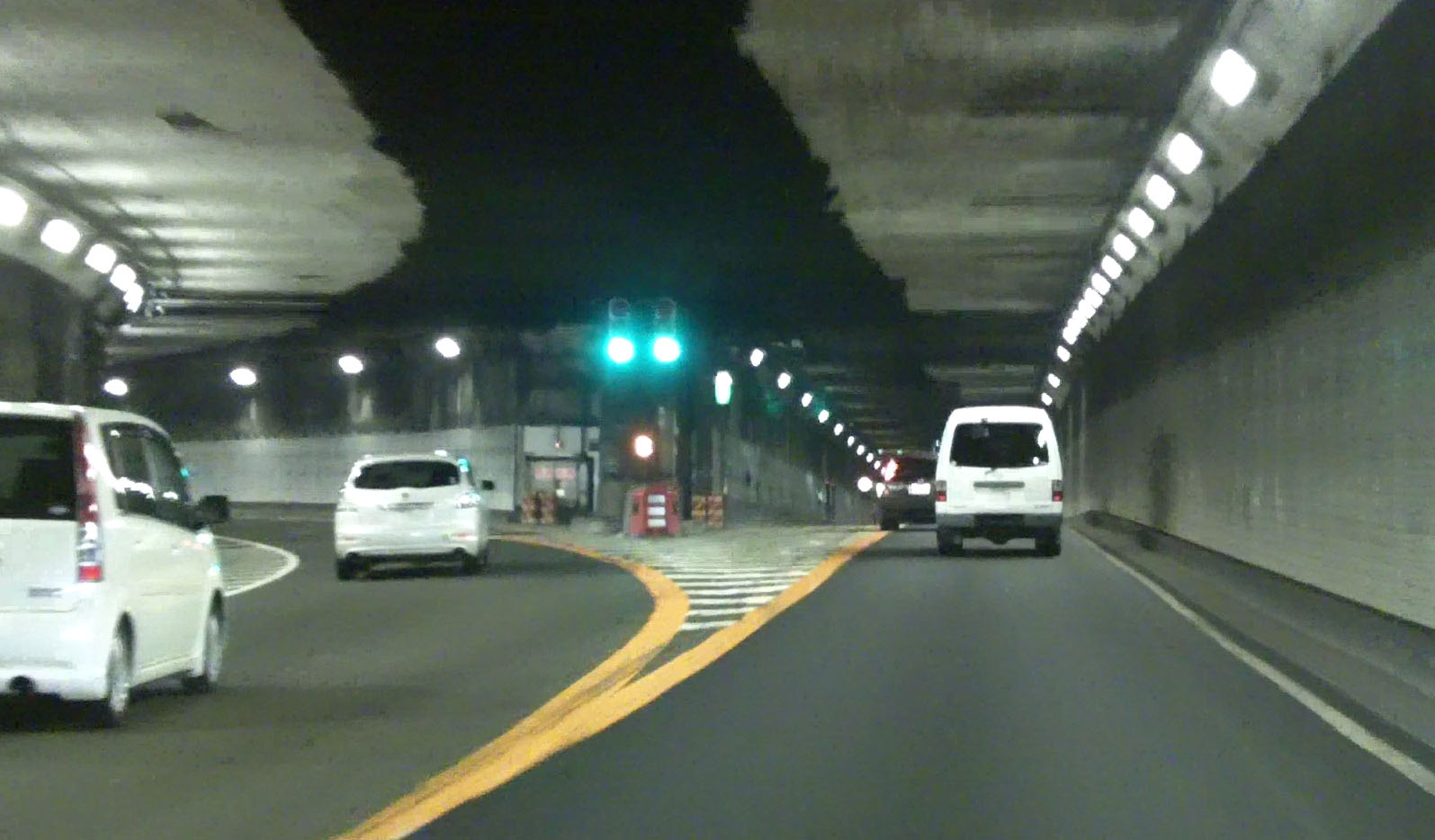
4号新宿線上りからの分岐（千代田トンネル内、黄色車線により、車線変更規制中であることがわかる）

三宅坂ジャンクション（みやけざかジャンクション）は、東京都千代田区にある首都高速道路都心環状線・4号新宿線のジャンクションである。4号新宿線の起点でもある。

## 概要
都心環状線から新宿線が分岐するフルジャンクションである。ランプウェイは最高裁判所、国立劇場を取り囲む形に配置されている。
ジャンクションの一部が千代田トンネルとなっており、都心環状線外回りの霞が関出入口から新宿線下り線の外苑出入口へ向かう経路を除くランプウェイと環状線本線は千代田トンネルを通り、トンネル内で分岐・合流する。なお、同トンネルは危険物積載車両の通行が禁止されているため、該当車両はトンネルを通過しない都心環状線外回り → 新宿線下りのルートのみ通行可能である。
都心環状線外回りと新宿線上り線が千代田トンネル内で合流するので、事故・渋滞が発生しやすい（制限速度は50 km/h）。
新宿線上り線の分岐点が千代田トンネル内にあり、トンネルの手前から分岐点までの間は車線変更が禁止されている。このためジャンクション標識は車線変更規制開始地点に取り付けられている。また、分流1 km手前にも実際の区画線表示を表した大型標識が追加される等の分岐案内の改善が図られている。

## 連絡する道路
- 首都高速都心環状線
- 首都高速4号新宿線

## 周辺施設
- 最高裁判所
- 国立国会図書館
- 国立劇場

## 隣
首都高速都心環状線
(23,24)霞が関出入口 - 千代田TN・三宅坂JCT - (25)代官町出入口
首都高速4号新宿線
三宅坂JCT - (401,402)外苑出入口